# 라오스의 역사
라오스의 역사는 타이족에 속하는 라오족의 역사이다.

## 역사

### 초기의 역사
라오스 땅에서는 석기시대부터 인류가 살았다는 증거가 발견되고 있다. 남쪽에는 공룡의 화석이 발견되었으며 북쪽에는 선사시대의 돌도끼, 항아리, 매장지 등이 발견되었다. 하지만 라오스를 이루고 있는 라오족의 대부분은 8세기 경 북쪽에서 내려온 것으로 알려져 있다.
라오족에 의한 통일국가의 출현은 1353년의 란쌍 왕국이지만, 그 이전부터 민족으로서의 활동은 활발하게 행해지고 있었다. 라오족의 기원은 대만 근처로 추측되며, 태국의 민족인 타이족과 기원이 같다. 라오족은 당시 중국 본토로 대이동을 진행한 것으로 알려져 있다. 기원전 1000년경에는 벌써 황하나 장강의 중간까지 남하를 진행하고 있었고, 고비사막에 강력한 세력을 떨친 한족에게 밀려 현재의 쓰촨성 부근까지 이주해, 그곳에 무앙(도시 국가)을 건국했다.
기원전 1000년경에는 시안의 북서로 무앙 룬, 현재의 주우케이의 위치에 무앙 파, 창샤 부근에 무앙 개오라고 하는 도시 국가를 만들었고 이 세 도시국가가 라오족의 국가를 구성하고 있었다. 주나라 황제가 무앙 파에 사절을 파견한 것 등이 기록되어 있다. 그 후 기원전 853년에는 타타르족이 북방에서 침공해 오자 라오족은 무앙 룬을 버리고, 무앙 파로 이주하였다. 그 후 주나라에 의해 무앙 파도 공격을 받아 무앙 개오로 옮겨 합쳤다.
기원후 1세기가 되자 라오족들이 애뢰(Ai Lao)국을 세운다.
- 애뢰 건국신화

옛날 뢰산(牢山=애뢰산)에 살던 여성 어부 사일(沙壹)이 침목(沈木)이 부딪히는 소리에 감응하여 아들 10명을 낳았다. 이때 침목이 용으로 변신하여 사일을 찾아왔다. 아들 9명은 놀라서 도망치고, 남은 1명의 아들 등을 침목룡이 핥아주었다. 그리하여 그 아들의 이름을 조어(鳥語)로 구륭(九隆)이라 하였는데, 배좌(背坐, 등지고 앉음)라는 뜻이다. 장성한 아들들은 아버지 침목룡이 핥아준 구륭을 왕으로 추대하였다. 뢰산 아래 살던 부부는 10명의 딸을 낳았고 사일의 아들 10명과 각각 결혼하여 그 자손들이 번성하여 애뢰가 되었다. 흩어져 살면서 소왕(小王)을 각각 두었다.
- 47년, 애뢰왕 현률의 녹다 정벌

애뢰왕 현률이 보낸 애뢰 군사들이 대나무 바구니 배를 타고 장강과 한수 사이(호북성 일대)의 녹다(鹿茤)를 공격해 사람들을 사로잡아 돌아오던 중 천둥벼락과 홍수를 만나 수천명이 익사하였다. 애뢰왕 현률은 애뢰 6곳의 소왕(小王)을 모아 다시 녹다를 공격했으나 녹다왕이 6소왕을 죽이고 격퇴하였다. 애뢰 군사들이 6소왕의 시신을 수습하여 묻었는데 밤에 호랑이들이 무덤을 파헤쳐 시신을 파먹으니 겁에 질려 퇴각하였다.
- 51년, 애뢰왕 현률의 한나라 내부

현률왕은 장로들에게 말하였다. "우리 애뢰가 주변 나라들을 공격한 것은 예로부터 있어 왔다. 그런데 이번에 녹다를 공격했다고 하늘의 처벌을 받았으니 이는 하늘이 돕는 성스럽고 현명한 황제가 있음이 분명하다" 마침내 현률왕은 한나라 월수군 태수 정홍에게 내부하였고, 한 세조에게 애뢰군장으로 책봉받았고 이후로 매년 한나라에 조공하였다. 이때 애뢰의 호구는 2,770호 17,659명이었다.
- 69년, 애뢰왕 류모의 한나라 내부

애뢰왕 류모가 한나라에 내부하였다. 이때 애뢰에는 77읍왕(邑王)이 있었고, 호구는 56,890호, 553,711명이었다. 한현종은 애뢰국에 애뢰현, 박남(博南)현을 설치하고, 익주군 서부도위 불위(不韋)현, 휴당(雟唐)현, 비소(比蘇)현, 접유(楪楡)현, 사룡(邪龍)현, 운남(雲南)현 등 6현을 떼어 붙여 영창군(永昌郡)을 신설하였다. 이로써 한나라는 박남산(博南山, 운남성 다리산 서남쪽)과 란창수(蘭倉水,박남산과 라민산羅岷山의 사이에 남북으로 흐르는 강)를 지나는 길을 열었다. 한나라 사람들은 노래를 불렀다. "한나라 덕이 넓어 신속하지 않던 곳까지 열었도다. 박남산(博南山, 운남성 다리산 서남쪽)과 란창의 나루를 지나도다. 란창수(蘭倉水,박남산과 라민산羅岷山의 사이에 남북으로 흐르는 강)를 건너니 (한나라와는 다른) 것들인 사람((它人)이 되도다.
- 76~77년, 애뢰왕 류뢰의 반란

애뢰왕 류뢰가 수령을 죽이고 반란을 일으켰다. 수당성(雟唐城)을 공격하니 태수 왕심이 엽유현으로 도망갔다. 애뢰현 사람 3천명이 박남현을 공격하여 불을 질렀다. 한숙종은 월수군, 익주군, 영창군의 오랑캐와 한인(漢人) 9천명을 모아 토벌했다. 이듬해 영창군 사룡현 곤명 오랑캐와 노승 등이 박남현에 있던 애뢰왕 류뢰를 죽이고 애뢰 군사를 깨뜨렸다. 노승은 상을 받고 파로방읍후로 책봉되었다.
- 애뢰의 내부와 애뢰의 반란 진압을 거치면서 한나라가 이 일대에 진출하자 94년, 돈인을왕 막연의 조공, 97년과 120년, 탄국(미얀마 샨족) 옹유조왕의 2차례 조공을 받는 등 미얀마,인도,대진(大秦=로마)로 가는 새로운 길을 확보하였다.

- 애뢰의 풍습

애뢰 사람들은 코를 뚫고 귓불을 어깨까지 늘어뜨리는데, 읍왕(邑王)들은 어깨아래 세 치까지 더 늘어뜨린다. 땅은 기름져서 오곡과 뽕잎이 잘 된다. 물감을 들이고 무늬를 수놓는 방법을 알아서 모시포를 짜서 무늬를 넣으니 비단과도 같았다. 오동나무 꽃의 털로 짠 포는 하얀 빛이 때를 타지 않았는데 죽은 사람에게 덮어두었다가 수의를 만들어 입혔다. 대나무는 마디가 길어 1장(한길)이나 되는데 복죽(濮竹)이라 불렀다. 운남현에는 머리가 둘인 신성한 사슴이 있는데 독초를 먹을 수 있다.
이후 기원후 3세기경 그들은 운남성 북부 지역으로 나라를 옮긴다. 
기원후 6세기경 그들이 세운 나라가 남조인데, 바이족을 주류로 라오족, 이족 등이 연합해서 세운 나라이다. 그러나 이후 8세기에 중국의 남조 공격으로 라오족은 남조국을 떠났다. 그리고 722년, 라오인들은 반란을 일으키지만, 곧 진압되고 중국에 의해 60000명이 참수된다.
8세기 중반, 결국 라오족은 메콩강 부근으로 이주한다. 그리고 남조에서 온 타이계 지도자와 함께 루앙프라방, 비엔티안 등에 도시국가를 건설하기 시작한다.
이곳에 정착한 라오족들은 특정 농산물을 재배하며 바깥세상에 알려지지 않았다. 나라가 비교적 고립되어 있고, 해안으로의 접근로도 막혀 있었던 까닭인데, 란쌍 왕국이 건국되는 시기의 중국 사서인 《명사》의 〈외국열전〉에도 라오스의 기록은 없다.

### 란쌍 왕국
라오스의 공식적인 역사는 란쌍 왕국에서부터 시작된다. 8세기 무옹스와 공국(지금의 루앙프라방)이 세워졌으며, 14세기 파응움 왕이 크메르 앙코르 왕의 도움으로 최초의 라오족 국가인 란쌍 왕국을 세웠다. 버마의 통치기간(1574∼1637)을 빼고 란상 왕국이 1713년까지 라오스를 다스렸다.
그 뒤 란상은 3개 왕국(비엔티안·참파싹·루앙프라방)으로 나뉘었다. 18세기중에 3개 라오스 왕국의 통치자들은 시암의 통치자들에게 공물을 바치는 시암의 제후가 되었다.
19세기에 비엔티안의 왕이었던 차오 아누가 자기 왕국을 베트남과 합쳐 시암의 지배에서 벗어나려 했으나 실패했다. 아누는 패배했으며 비엔티안은 시암의 주(州)가 되었다.

### 외세 침략기
19세기말 프랑스가 메콩강 동쪽에 있는 모든 시암 영토를 통치하게 되었으며 20세기초 라오스는 프랑스 보호령이 되었다
1945년 3월 일본이 프랑스를 인도차이나 반도에서 몰아내고 라오스 독립을 선언하였다. 제2차 세계 대전이 끝난 뒤 프랑스가 다시 지배하기 시작했지만 1946년 프랑스는 루앙프라방 왕의 통치 아래 통일된 라오스를 승인하였다.
1949년 헌법이 공포되고 라오스는 프랑스 연방 안에서 제한된 자치권을 얻었다. 1950년대초 좌파인 파테트라오가 제1차 인도차이나 전쟁에서 베트남의 베트민과 힘을 합쳐 프랑스와 싸웠다. 전쟁이 끝날 무렵 파테트라오는 2개의 주를 통치하게 되었다.
제네바 협정(1945년)에서 공산주의자와 연합한 북베트남과 친서방주의 노선을 걷는 타이 사이에서 완충국가로 통일, 독립한 라오스가 세워졌다. 1950년대 파테트라오는 라오스의 통치권을 놓고 우파 및 중도파와 투쟁했다. 제2차 제네바 협정(1962년)으로 파테트라오를 포함한 중립 연립 정부가 생겨났으며, 그 후 60년대가 끝날 때까지 라오스는 베트남 전쟁에 점점 더 깊이 빠져들게 되었다. 파테트라오 군대는 북베트남과 연합하여 라오스의 지배권을 쟁취하기 위해 라오스 정부군과 싸웠다.

### 라오스 인민 민주 공화국
1973년 휴전협정이 체결되었으며 다음해 파테트라오와 우파가 함께 전라오스 통일 임시 정부를 형성했다. 사이공과 프놈펜에서 반공산주의 정권이 무너진 1975년 파테트라오가 정권을 잡았고 지하에 숨어 있던 라오스 공산당이 모습을 드러내어 라오스 인민 민주 공화국을 세웠다. 라오스는 베트남과 친밀한 관계를 유지하여 1980년대 베트남이 이끄는 인도차이나 동맹(라오스·베트남·캄보디아)의 일원이 되었다.
그러나 1990년대 초반부터 베트남의 영향력은 감소했다. 1989년 최초의 총선이 있었으며, 1991년 새 헌법이 공포되었다.

## 같이 보기
- 라오스